# Championnat d'Afrique des nations de football des moins de 23 ans 2011
Navigation
Sénégal 2015
Le Championnat d'Afrique des nations des moins de 23 ans 2011 est la première édition du Championnat d'Afrique des nations des moins de 23 ans organisé par la Confédération africaine de football (CAF).
Cette édition qui se déroule du 26 novembre au 10 décembre 2011 au Maroc, est disputée par huit nations. Les trois premières équipes se qualifient pour les Jeux olympiques d'été de 2012 tandis que le quatrième dispute un barrage contre une équipe membre de la Confédération asiatique de football.
La compétition est remportée par le Gabon qui bat en finale le Maroc  sur le score de 2-1. L'Égypte termine troisième, et le Sénégal quatrième.

## Organisation

### Désignation du pays hôte
L'Égypte a été choisie le 22 août 2011 pour organiser le championnat d'Afrique des moins de 23 ans 2011 par le comité exécutif de la Confédération africaine de football. Sa candidature a été préférée à celle du Nigeria,. 
En raison de violences dans le pays, l'Égypte se désiste le 10 octobre 2011 de l'organisation de la compétition,. Le Maroc est alors désigné pays organisateur le 13 octobre.

### Sites retenus
Marrakech et Tanger sont choisies comme sites principaux de la compétition. Rabat et Fès sont des villes d’appoint.

## Qualifications

### Équipes qualifiées
- Afrique du Sud
- Algérie
- Côte d'Ivoire
- Égypte
- Gabon
- Maroc
- Nigeria
- Sénégal

## Tirage au sort
Le tirage au sort de la phase finale a lieu le 24 septembre 2011 au Caire, en Égypte à 12 h 00 heure locale,,. 
| Groupe A | Groupe B       |
| -------- | -------------- |
| Nigeria  | Égypte         |
| Maroc    | Gabon          |
| Algérie  | Afrique du Sud |
| Sénégal  | Côte d'Ivoire  |

## Compétition

### Premier tour

#### Groupe A
| Rang | Équipe  | Pts | J | G | N | P | Bp | Bc | Diff |
| ---- | ------- | --- | - | - | - | - | -- | -- | ---- |
| 1    | Sénégal | 6   | 3 | 2 | 0 | 1 | 3  | 2  | +1   |
| 2    | Maroc   | 6   | 3 | 2 | 0 | 1 | 2  | 1  | +1   |
| 3    | Nigeria | 3   | 3 | 1 | 0 | 2 | 5  | 4  | +1   |
| 4    | Algérie | 3   | 3 | 1 | 0 | 2 | 2  | 5  | -3   |

| Date        | Lieu      | Équipe 1 | Résultat | Équipe 2 |
| ----------- | --------- | -------- | -------- | -------- |
| 26 novembre | Tanger    | Nigeria  | 0 - 1    | Maroc    |
| 26 novembre | Tanger    | Algérie  | 1 - 0    | Sénégal  |
| 29 novembre | Tanger    | Maroc    | 1 - 0    | Algérie  |
| 29 novembre | Tanger    | Sénégal  | 2 - 1    | Nigeria  |
| 2 décembre  | Marrakech | Nigeria  | 4 - 1    | Algérie  |
| 2 décembre  | Tanger    | Maroc    | 0 - 1    | Sénégal  |

#### Groupe B
| Rang | Équipe         | Pts | J | G | N | P | Bp | Bc | Diff |
| ---- | -------------- | --- | - | - | - | - | -- | -- | ---- |
| 1    | Égypte         | 6   | 3 | 2 | 0 | 1 | 3  | 1  | +2   |
| 2    | Gabon          | 4   | 3 | 1 | 1 | 1 | 4  | 3  | +1   |
| 3    | Côte d'Ivoire  | 4   | 3 | 1 | 1 | 1 | 3  | 4  | -1   |
| 4    | Afrique du Sud | 2   | 3 | 0 | 2 | 1 | 2  | 4  | -2   |

| Date        | Lieu      | Équipe 1       | Résultat | Équipe 2       |
| ----------- | --------- | -------------- | -------- | -------------- |
| 27 novembre | Marrakech | Égypte         | 1 - 0    | Gabon          |
| 27 novembre | Marrakech | Afrique du Sud | 1 - 1    | Côte d'Ivoire  |
| 30 novembre | Marrakech | Gabon          | 1 - 1    | Afrique du Sud |
| 30 novembre | Marrakech | Côte d'Ivoire  | 1 - 0    | Égypte         |
| 3 décembre  | Marrakech | Égypte         | 2 - 0    | Afrique du Sud |
| 3 décembre  | Tanger    | Gabon          | 3 - 1    | Côte d'Ivoire  |

### Phase à élimination directe

#### Format et règlement
Le deuxième tour est disputé sur élimination directe et comprend des demi-finales, un match pour la troisième place et une finale. Les vainqueurs sont qualifiés pour le tour suivant, les perdants éliminés. Si les deux équipes sont à égalité à la fin du temps règlementaire de 90 minutes, une prolongation de deux fois 15 minutes est jouée. Une pause de 5 minutes est observée entre le temps règlementaire et la prolongation. Aucune pause n'est observée entre les deux périodes de la prolongation. Si les deux équipes sont toujours à égalité à la fin de la prolongation, le vainqueur est désigné par l'épreuve des tirs au but.

#### Tableau final
|  | Demi-finales            | Demi-finales        |                        |   | Finale                  | Finale                  |
|  | Demi-finales            | Demi-finales        |                        |   | Finale                  | Finale                  |
|  |                         |                     |                        |   |                         |                         |
|  | 6 décembre à Tanger     | 6 décembre à Tanger |                        |   | 10 décembre à Marrakech | 10 décembre à Marrakech |
|  | 6 décembre à Tanger     | 6 décembre à Tanger |                        |   | 10 décembre à Marrakech | 10 décembre à Marrakech |
|  | Sénégal                 | 0                   |                        |   | 10 décembre à Marrakech | 10 décembre à Marrakech |
|  | Sénégal                 | 0                   |                        |   | 10 décembre à Marrakech | 10 décembre à Marrakech |
|  | Gabon                   | 1                   |                        |   | 10 décembre à Marrakech | 10 décembre à Marrakech |
|  | Gabon                   | 1                   | Gabon                  | 2 |                         |                         |
|  | 7 décembre à Marrakech  |                     | Gabon                  | 2 |                         |                         |
|  |                         | Maroc               | 1                      |   |                         |                         |
|  | Égypte                  | Maroc               | 1                      | 2 |                         |                         |
|  | Égypte                  |                     |                        | 2 |                         |                         |
|  | Maroc                   | 3                   |                        |   |                         |                         |
|  | Maroc                   | 3                   | Match pour la 3e place |   |                         |                         |
|  |                         |                     |                        |   |                         |                         |
|  | 10 décembre à Marrakech |                     |                        |   |                         |                         |
|  |                         |                     |                        |   |                         |                         |
|  | Sénégal                 | 0                   |                        |   |                         |                         |
|  | Sénégal                 | 0                   |                        |   |                         |                         |
|  | Égypte                  | 2                   |                        |   |                         |                         |
|  | Égypte                  | 2                   |                        |   |                         |                         |

##### Demi-finales
| 6 décembre 2011 | Sénégal | 0 - 1   | Gabon                  | Stade de Tanger                               |                                               |
| 19:00 GMT       |         | (0 - 0) | 119e André Biyogo Poko | Spectateurs : 5 000 Arbitrage : Janny Sikazwe | Spectateurs : 5 000 Arbitrage : Janny Sikazwe |
| 19:00 GMT       | Rapport |         |                        | Spectateurs : 5 000 Arbitrage : Janny Sikazwe | Spectateurs : 5 000 Arbitrage : Janny Sikazwe |

| 7 décembre 2011 | Égypte                                 | 2 - 3   | Maroc                                         | Stade de Marrakech       |                          |
| 19:00 GMT       | Mohamed Salah 36e · Ahmed Sherwida 82e | (1 - 2) | Abdelaziz Barrada 1re 9e · Younes Mokhtar 66e | Arbitrage : Alioum Néant | Arbitrage : Alioum Néant |
| 19:00 GMT       | Rapport                                |         |                                               | Arbitrage : Alioum Néant | Arbitrage : Alioum Néant |

##### Match pour la troisième place
| 10 décembre 2011 | Sénégal | 0-2   | Égypte                               | Stade de Marrakech      |                         |
| 14:30 GMT        |         | (0-1) | 32e Ahmed Sherwida · 68e Gomaa Saleh | Arbitrage : Slim Jedidi | Arbitrage : Slim Jedidi |
| 14:30 GMT        | Rapport |       |                                      | Arbitrage : Slim Jedidi | Arbitrage : Slim Jedidi |

##### Finale
| 10 décembre 2011 | Gabon                                    | 2 - 1   | Maroc              | Stade de Marrakech              |                                 |
| 17:30 GMT        | Landry Jerry Obiang 34e · Allen Nono 41e | (2 - 1) | 22e Younes Mokhtar | Arbitrage : Hamada Nampiandraza | Arbitrage : Hamada Nampiandraza |
| 17:30 GMT        | Rapport                                  |         |                    | Arbitrage : Hamada Nampiandraza | Arbitrage : Hamada Nampiandraza |

## Résultats

### Buteurs
3 buts
- Abdelaziz Barrada
- Raheem Lawal

2 buts
- Ahmed Sherwida
- Emmanuel Ndong Mba
- Younes Mokhtar
- Danny Uchechi

1 but
| - Adnane Tighadouini - Mehdi Benaldjia - Baghdad Bounedjah - Georges Henri Griffiths - Moussa Koné - Lacina Traoré - Ahmed Magdi | - Marwan Mohsen - Mohamed El Nenny - Mohamed Salah - Saleh Gomaa - Johan Diderot Lengoualama - Allen Nono - Landry Jerry Obiang | - André Biyogo Poko - Lionel Yacouya - Kara Mbodj - Abdoulaye Sané - Omar Wade - Phumelele Bhengu - Mandla Masango |

### Qualifications pour les JO
Les trois premières équipes sont qualifiées directement pour les Jeux olympiques de 2012, tandis que le Sénégal, quatrième, doit disputer un match de barrage face au quatrième du tournoi pré-olympique asiatique. Les Lionceaux de la Teranga valident leur ticket en battant Oman (2-0).
À Londres, le Gabon et le Maroc sont éliminés au premier tour, avec deux matchs nuls et une défaite chacun. L'Égypte et le Sénégal sont éliminés en huitième de finale, respectivement face au Japon (3-0) et au Mexique (4-2 après prolongations).